# Tomás Guanipa
Pour les articles homonymes, voir Guanipa.
Tomás Guanipa est un homme politique vénézuélien.

## Biographie
En janvier 2020, il est nommé ambassadeur en Colombie par Juan Guaidó. Il quitte sa fonction en août 2021.